# Prima Casă
Prima Casă este un program al guvernului României, lansat la data de 20 mai 2009, destinat sprijinirii persoanelor care achiziționează pentru prima dată o locuință și nu au beneficiat în trecut de credit ipotecar.
Prin acest program, guvernul garantează 80% din valoarea împrumutului pentru cumpărarea locuinței.
Valoarea maximă a creditului este de 60.000 de euro, iar pentru beneficiari nu există limită de vârstă.
Până în prezent (iulie 2010), au fost achiziționate 24.300 de locuințe prin programul Prima Casă, valoarea totală a garanțiilor acordate de stat fiind de aproape 1 miliard de euro.

## Etape
În prima etapă, Fondul Național de Garantare a Creditelor pentru IMM (FNGCIMM) a acordat garanții pentru mai mult de 18.500 de locuințe, în valoare de aproximativ 770 milioane euro.
Valoarea maximă a unui împrumut a fost de 57.000 de euro.
În etapa a doua a programului, care a demarat în februarie 2010, Fondul a acordat garanții pentru aproximativ 5.800 de locuințe, valoarea acestora fiind de circa 220 milioane euro.
Bugetul alocat în 2010 pentru susținerea achiziției primei locuințe este de 700 de milioane de euro, față de un miliard de euro alocați în 2009.
Creditul Prima Casă reprezintă un credit acordat în lei sau în euro în vederea:
1.achiziționării unei locuințe finalizate;
2.achiziționării unei locuințe nefinalizate, aflate în diverse stadii de construcție, dar ce urmează a se achiziționa imediat după finalizarea ei (banca va emite o promisiune unilaterală de creditare);
3.construcția unei locuințe.
Clienții eligibili pentru creditul Prima Casă sunt persoanele care fie nu dețin în proprietate exclusivă sau împreună cu soțul ori soția nicio locuință, indiferent de modul și de momentul în care a fost dobândită, fie dețin în proprietate exclusivă sau împreună cu soțul ori soția cel mult o locuință, dobândită prin orice alt mod decât prin Programul Prima Casă, în suprafață utilă mai mică de 50 mp.
Valoarea acordată prin credit Prima Casă este de 57.000 euro pentru achiziție locuință finalizată sau 66.500 euro, doar pentru construcțiile noi, care au autorizație de construcție eliberată după data de 22.02.2010, iar un avans Prima Casă este de minim 5%.
Perioada de creditare este de minim 120 luni și maxim 360 luni. Veniturile acceptate pentru credite Prima Casă sunt cele standard acceptate de bănci: venituri din salarii, pensii, drepturi de autor, rente viagere, dividende, activități independente, diurne personal Navigant, cu excepția veniturilor din chirii.
Pentru anul 2016, Guvernul României a stabilit un plafon Prima Casă de 1.5 milioane euro.
Pentru anul 2020 programul primește 2 miliarde de lei de la stat, la fel ca în 2019. Marele avantaj al acestui program rămâne avansul mic, de 5%. Plafonul a rămas de 66500 de euro, iar avansul 5% lafel ca in 2019.

## Critici
Programul Prima Casă este criticat în diverse medii (ziare, forumuri) pentru că a limitat căderea prețului la imobiliare. Se argumentează că, dacă nu ar exista limita de 40.000€ pentru un apartament de două camere, prețurile pentru acestea ar putea scădea sub această valoare și că Prima Casă menține artificial prețurile sus, împotriva pieței libere, reglementate de cerere și ofertă.